# Zulfikár Alí Bhutto
Zulfikár Alí Bhutto (Zulfikar Ali Bhutto; urdsky ذوالفقار علی بھٹو‎, 5. ledna, 1928 – 4. dubna, 1979) byl pákistánský politik. V letech 1971 až 1973 byl ve funkci pákistánského prezidenta, v letech 1973 až 1977 působil jako ministerský předseda.
Bhutto pocházel z rodiny bohatého sindhského statkáře, který byl také vlivným politikem Britské Indie. Po studiích v Indii absolvoval Zulfikár univerzitu v Berkeley v roce 1950, studoval i na Oxfordu.
V roce 1958 se stal ministrem obchodu a roku 1963 ministrem zahraničí. Jeho prvním úspěchem v diplomacii bylo uzavření Čínsko-pákistánské smlouvy. Posléze se věnoval rozvíjení bližších vztahů s Íránem a Tureckem. V roce 1966 vystoupil z vlády kvůli nesouhlasu s postojem vlády k Taškentské deklaraci.
Po opuštění vlády založil Pákistánskou lidovou stranu. Ve volbách roku 1970 získala jeho strana většinu hlasů v Západním Pákistánu, nepodařilo se jí však dosáhnout dohody s vítěznou stranou z Východního Pákistánu. Následovala roztržka s Východním Pákistánem vedoucí v otevřený vojenský konflikt a ústící v odtržení východní části země a vzniku Bangladéše, jak si bývalý Východní Pákistán začal říkat. Bhutto nastalé situace využil ve svůj prospěch a přijal post prezidenta, vrchního velitele vojsk a hlavního správce výjimečného stavu v jedné osobě.
Roku 1973 se konaly volby, ve kterých Bhutto získal post premiéra. V tomto období se Bhutto zaměřil na restrukturalizaci Pákistánu jak po stránce vnitřní politiky (počátek islamizace), tak hospodářství (znárodňování, zemědělské reformy). Inicioval též start jaderného výzkumu. Během několika let se stal Bhutto poměrně nepopulárním a jeho opozice získávala silnější pozici. Za účelem odstranění Bhutta do politického ústraní zformovala opozice Pákistánskou národní alianci a vyzvala Bhutta ve volbách. Porážku, která následovala, Pákistánská národní aliance neuznala, což vedlo k značně napjaté politické situaci. Ta byla ukončena 5. července 1977, kdy generál Zijául Hak provedl vojenský převrat a nastolil stanné právo. Bhutto byl zajat a držen v domácím vězení.
Následoval soudní proces, ve kterém byl Bhutto obviněn z vražedného spiknutí proti jednomu z jeho spolustraníků. Proces začal 24. října 1977 a trval do 18. března 1978, kdy byl Bhutto shledán vinným a odsouzen k trestu smrti. Přes žádosti mnoha světových politiků o milost, které byly zaslány Zijáulu Hakovi (v té době už byl prezidentem Pákistánu) byl Bhutto dne 4. dubna 1979 popraven.